# Dodzi Komla Kokoroko
Komla Dodzi Kokoroko, né le 8 juin 1976, est un homme politique togolais et actuel ministre des Enseignements primaire, secondaire et depuis le 1er octobre 2020. Il fut également président de l'université de Lomé de mai 2016 à septembre 2023 ( pendant 7 ans et 4 mois).

## Biographie
Juriste, professeur titulaire en droit public et sciences politiques, il soutient une thèse de doctorat portant sur l'étude de l'observation internationale des élections en 2005 à Poitiers.

### Carrière universitaire
Il commence sa carrière à l'université de Lomé comme assistant en 2006. Il obtient un an plus tard le grade de professeur agrégé et devient directeur du centre de droit public (CDP) de la faculté de droit en 2009.
Il dirige l'école doctorale de cette même faculté dans la période allant de 2010 à 2012 et est promu vice-doyen en 2012. Il obtient le statut de professeur titulaire en 2014 et est élu doyen de la faculté de droit à l’issue des élections décanales d'avril 2016.
Par décret pris en conseil des ministres du gouvernement togolais le 11 mai 2016, Kokoroko est nommé président de l'université de Lomé.

### Parcours professionnel
Il est professeur associé à l'université catholique de l'Afrique occidentale (UCAO/UUT Togo) ainsi qu'à la faculté de droit et de science politique de l'université d’Abomey-Calavi et à la faculté de droit de l'université de Ouagadougou.
Il est invité à l'université Montesquieu Bordeaux IV, à l'université de Poitiers, à l'Institut international des droits de l'Homme de Strasbourg et à la cour de justice de la CEDEAO.
Il est le consultant évaluateur dans le projet d'appui à la réconciliation nationale au Togo de 2011 à 2014.
En août 2020, il exerce comme expert constitutionnel auprès de la mission CEDEAO de médiation et de bons offices au Mali.
Il a occupé la fonction de directeur de programme dans plusieurs projets notamment le programme de la mise en place des comités locaux de paix dans les préfectures togolaises et le programme de renforcement des capacités des acteurs socio-politiques en prévention des conflits, médiation, négociation, communication non violente et leadership transformationnel (tous deux pour le compte du projet d’appui à la mise en place d’une infrastructure durable de paix). Il est également directeur du programme de renforcement des préfets, des présidents de délégation spéciale et de chefs de cantons sur le processus électoral (projet d’appui PNUD au processus électoral 2015).
En tant que consultant, il a participé à plusieurs missions à savoir:
- Consultant national, facilitateur principal pour la conduite du dialogue sur la contribution du Togo aux discussions sur la mise en œuvre des Objectifs de l’Agenda de Développement post-2015 (PNUD Togo)
- Consultant international auprès du Département Fédéral des Affaires étrangères (suisse) sur la justice transitionnelle dans le cadre de l’appui au Tchad, Niger et Mali
- Consultant international auprès du Département fédéral des Affaires étrangères de la Confédération suisse pour l’atelier Traitement du passé: bilan et perspectives

Koloroko a également été rapporteur du comité technique chargé de la réforme électorale conformément aux recommandations des missions d'observation électorale de l'Union européenne pour le compte du gouvernement de la République du Togo.

### Carrière politique
Après la nomination de la Première ministre Victoire Tomegah Dogbé en septembre 2020, Dodzi Komlan Kokoroko devient ministre des Enseignements primaire, secondaire, technique et de l'Artisanat, en remplacement de Affoh Atcha-Dédji qui se retrouve aux commandes du ministère des Transports routiers, aériens et ferroviaires,. Lors des élections législatives du 29 avril 2024, Dodzi a été élu député à l'Assemblée nationale togolaise, sous la circonscription de Kloto. Les députés ont procédé le 14 juin 2024, à l’élection des treize (13) membres du bureau de l’Assemblée nationale, conformément aux dispositions des articles 12 et 14 du règlement intérieur de l’institution, il a été élu 3e vice-président de l'Assemblée nationale togolaise.

## Œuvres
- Les Grands Thèmes du droit administratif, Presses Universitaires de Lomé, 2018, 237 p. (lire en ligne)
- « L'Universitaire, le pouvoir politique et la démocratie », dans Mélanges, Presses de l’Université Toulouse I Capitole, 2016
- « Avons-nous encore besoin du droit international de la démocratie ? », dans Mélanges en l'honneur de François Hervouët, Pedone-PUP, 2015
- Ch. Desouches (dir.), « L'Organisation internationale de la francophonie et la démocratie : variations optimistes sur un couple légitime ? », dans De Dakar à Dakar, OIF, 2015
- « La politique devant l'administration publique du Togo », dans Mélanges Jean du Bois de Gaudusson, Presses universitaires de Bordeaux, 2013
- J.-P. Vettovaglia (dir.), « Éléments communs des codes nationaux de l’observation électorale et mise en perspective avec les codes de l’Union africaine et la Déclaration de l’UNEAD du 7 juillet 2005 », dans Études en l'honneur du Président Abdou Diouf, Bruxelles, Bruylant, 2010 (lire en ligne)
- J.-P. Vettovaglia (dir.), « La portée de l'observation internationale des élections », dans Études en l’honneur du Président Abdou Diouf, Bruxelles, Bruylant, 2010 (lire en ligne)
- « Conclusions générales », dans Le service public de la justice en Afrique, Colloque de Bordeaux, IDESUF-CAMES, 31 octobre 2012.

### Articles
- « La nécessité devant le Conseil de sécurité des Nations Unies », Revue Béninoise des Sciences Juridiques et Administratives,‎ 2013, p. 43
- « Révolution et droit international », Revue togolaise des Sciences juridiques,‎ 2013, p. 71
- « Le rôle du Secrétaire général des nations Unies dans les mécanismes de sécurité collective », Revue congolaise de Droit,‎ 2013, p. 21
- « L’idée de constitution en Afrique », Afrique contemporaine, Les tabous du constitutionnalisme en Afrique, no 242,‎ 2012, p. 117 (lire en ligne)
- « Le bulletin de santé du contrôle de la légalité des actes des collectivités territoriales au Togo. Virée décentralisatrice aux termes de la loi n°2007-11 du 13 mars 2007 relative à la décentralisation et aux libertés locales », Revue togolaise des sciences juridiques, no 2,‎ juin 2012
- « Les élections en Afrique : Réussites et échecs », Pouvoirs, La démocratie en Afrique, Paris, PUF, no 129,‎ 2008, p. 115-125 (lire en ligne).